# Sashimono

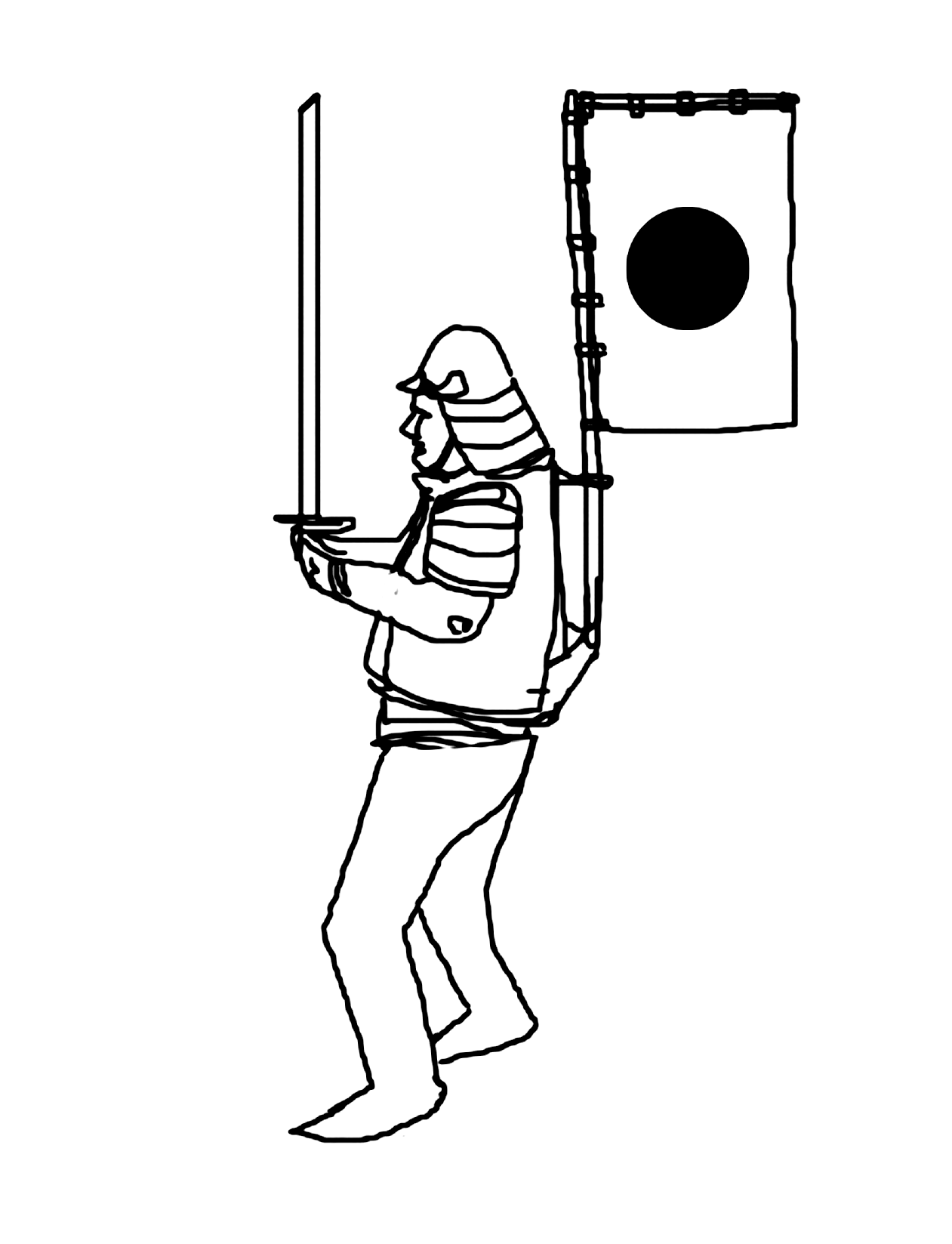
Illustrazione che rappresenta un tipico sashimono, indossato con l'armatura

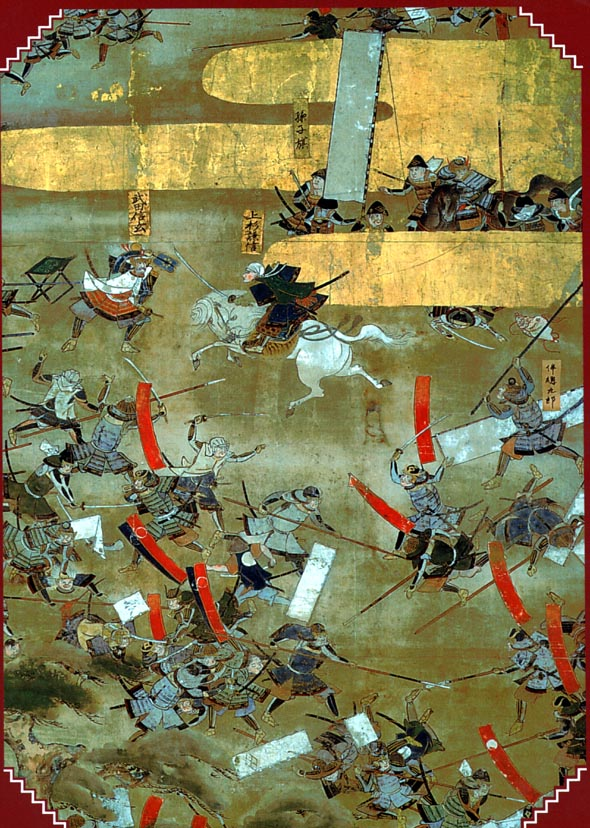
Stampa di una battaglia in cui si possono distinguere i sashimono

I Sashimono (指物, 差物, 挿物) erano, nell'epoca medievale Giapponese, piccoli stendardi indossati dai soldati per identificare le truppe durante le battaglie. Essi venivano di solito posti sul dorso dei militari di base (gli ashigaru), dei samurai ma anche posti nei porta-stendardi speciali sulle monture di alcuni soldati di cavalleria. Questi simboli, che somigliavano a piccole bandiere con i simboli dei clan, furono in special modo usati nel periodo sengoku — un'epoca di lunga guerra civile fra la metà del XV secolo e l'inizio del XVII.

## Forme
I sashimono erano usati per uniformare le truppe in ragione della grande varietà di armature in uso in Giappone; solitamente erano bianchi e neri e di forma quadrata o leggermente rettangolare, sebbene ce ne fossero di varie fogge: gli umajirushi, per esempio, erano bandiere di grossa taglia che servivano come sashimono personalizzati e portati dai comandanti dell'esercito; ne esisteva una versione ancora più grande e fine, il nobori, che necessitava di due o tre uomini per tenerla dritta ed era il punto di riferimento degli eserciti nelle grandi battaglie.
La bandiera era sostenuta da un telaio a forma di gamma (« Γ ») sostenuto dall'armatura all'altezza della vita e attaccato con un anello all'altezza delle spalle. I materiali più utilizzati per la creazione di sashimono erano la seta e il cuoio.

## Simboli
I simboli sui sashimono erano spesso forma geometriche semplici, a volte accompagnate da ideogrammi del nome del capo del clan (Daimyō), il suo motto o il suo Mon.
Spesso il colore del retro indicava a quale unità faceva riferimento il portatore del simbolo. I samurai famosi o rispettati avevano a volte il loro logo o il nome scritto sul sashimono.
I loghi stilizzati dei sashimono contrastano con i complessi stemmi araldici europei dello stesso periodo.